# Marea Baffin
Marea Baffin, uneori numită și Golful Baffin, este o mare aflată în nord-estul Americii de Nord, între insulele Groenlanda, Țara Baffin, Devon și Ellesmere. Are suprafața de 689000 km² și adâncimea de până la 2136 m. Marea Baffin comunică cu Oceanul Atlantic prin strâmtoarea Davis și cu Oceanul Arctic (Marea Lincoln) prin strâmtoarea Nares (compusă din strâmtoarea Smith, canalul Kennedy și strâmtoarea Robeson). Din luna octombrie până în iulie este acoperită cu gheață, iar în partea estică de detașează numeroase aisberguri, care ajung în Oceanul Atlantic. Navigația este posibilă numai în august și septembrie.